# Protonové číslo

Struktura atomu obecně. Zde atomové jádro (atom core) obsahuje dva protony a dva neutrony, elektronový obal obsahuje dva elektrony.

Protonové číslo (též atomové číslo, velikost kladného náboje, symbol Z) označuje počet protonů v jádru daného atomu nebo obecně v atomech daného prvku. Protonové číslo je pro daný prvek unikátní. V neutrálním atomu označuje protonové číslo také počet elektronů.
Protonové číslo určuje pozici chemického prvku v periodické tabulce prvků. V současné době je v tabulce 118 známých prvků, z nichž 94 se přirozeně vyskytuje na Zemi. Zbylé byly připraveny pouze uměle a zatím nebyl objeven žádný jejich stabilní izotop. Pro dosud neobjevený prvek se může používat systematický název prvku odvozený z latinského názvu protonového čísla (například unnilquadium pro prvek 104, nyní rutherfordium).
S protonovým číslem souvisejí tyto termíny:

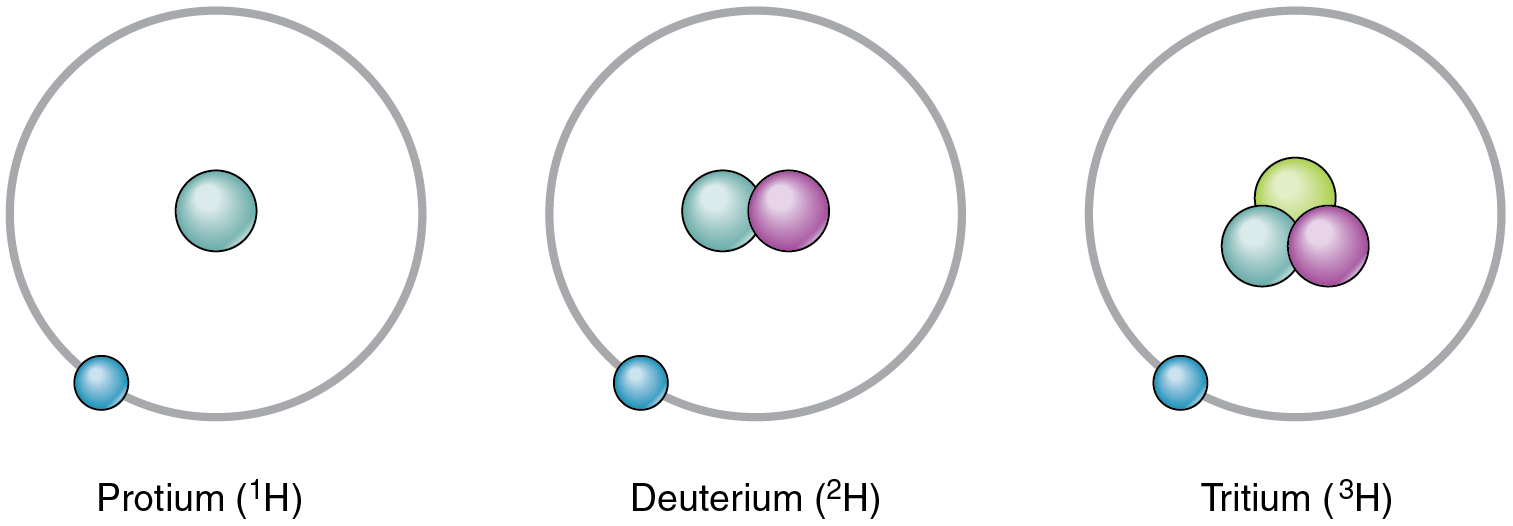
Tři izotopy vodíku s protonovým číslem 1: * Protium obsahuje jeden proton a jeden elektron * Deuterium jeden proton, jeden neutron a jeden elektron * Tritium jeden proton, dva neutrony a jeden elektron

- Tři izotopy vodíku s protonovým číslem 1: * Protium obsahuje jeden proton a jeden elektron * Deuterium jeden proton, jeden neutron a jeden elektron * Tritium jeden proton, dva neutrony a jeden elektron Neutronové číslo (N) – je počet neutronů v jádře atomu. Neutronovým číslem se liší různé izotopy jednoho prvku.
- Nukleonové číslo (A) – je celkový počet nukleonů (tedy protonů a neutronů) v atomovém jádře daného nuklidu. Platí rovnice A=Z+N. Nukleonové číslo se někdy nazývá hmotnostní číslo.
- Nuklid – látka složena z neutrálních atomů stejného druhu, přičemž všechny atomy mají shodné protonové číslo i nukleonové číslo (tedy počet protonů a neutronů v jádře).
- Izotop – nuklidy stejného prvku, které se liší počtem neutronů v jádře. Mají stejné protonové číslo, ale odlišné nukleonové číslo.X - prvek, A - nukleonové číslo, Z - protonové číslo.

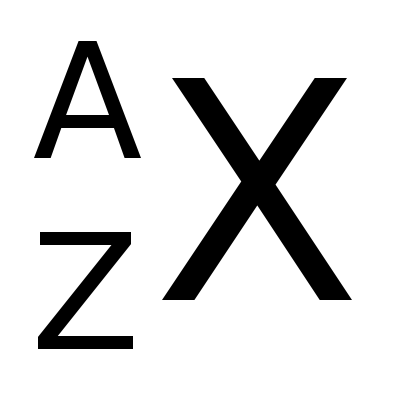
X - prvek, A - nukleonové číslo, Z - protonové číslo.

## Označení protonového čísla
- Protonové číslo obvykle označujeme symbolem Z (například pro uran platí Z=92).
- Při zápisu daného prvku se protonové číslo zapisuje vlevo dolů před symbol (značku) prvku (například 92U pro uran).
- Symbol Z pochází z německého - Zahl, česky - Číslo, které označovalo pořadí prvku v periodické tabulce.
- Protonová čísla se pohybují od 1 (vodík) do 118 (v roce 2020). Každé z těchto čísel označuje nyní známý prvek.

## Periodická tabulka prvků

### Historie

Periodická tabulka prvků. Šipka ukazuje směr zvětšování velikosti atomů.

Periodickou tabulku prvků poprvé publikoval Dmitrij Ivanovič Mendělejev v 1869. Zařazení prvků do tabulky bylo určeno jím definovaným periodickým zákonem: Vlastnosti prvků jsou periodickou funkcí jejich atomových hmotností. To znamená, že u prvků se pravidelně opakují podobné vlastnosti. Prvky s podobnými vlastnostmi mají stejný počet valenčních elektronů.
Periodická tabulka byla tedy původně seřazena podle atomové hmotnosti prvků, některé prvky se tak dostaly na špatné místo (například jód a tellur měly prohozená místa). Dnes je známo, že některé lehčí prvky jsou až za těžšími, neboť obsahují neutrony. Proto roku 1913 Henry Moseley opravil periodický zákon podle rostoucích atomových čísel. Objevil totiž závislost umístění prvku v periodické tabulce na jeho rentgenovém difrakčním spektru.
Později se potvrdilo že atomové číslo závisí na elektrickém náboji jádra, tedy počtu kladně nabitých protonů. A právě tento náboj a elektromagnetické vlastnosti prvku (nikoli atomová hmotnost) jsou tím, co definuje prvek a určuje jeho chemické vlastnosti. Proto je v současnosti atomové číslo přesněji nazýváno protonové číslo.

### Současnost
Protonová čísla se pohybují od 1 (vodík) do 118 (oganesson, objeven v roce 2020). Každé z těchto čísel označuje nyní známý prvek. Detekce nových prvků s vyšším protonovým číslem je obtížná kvůli jejich rychlému rozpadu.
Pro prozatímní pojmenování hypotetických nebo dosud nepotvrzených prvků jsou přiřazeny systematické názvy prvků, což je přepis číslic protonového čísla slabikami z latinských a řeckých číslic. Příklady:
- Z=111, Unununium (Uuu) – potvrzeno a nyní pojmenováno Roentgenium (Rg)
- Z=123, Unbitrium (Ubt)

Protonové číslo Z=137 představuje přirozenou limitu, protože rychlost elektronu na nejvnitřnější oběžné dráze v atomu by podle Bohrova modelu atomu byla vyšší než je rychlost světla.

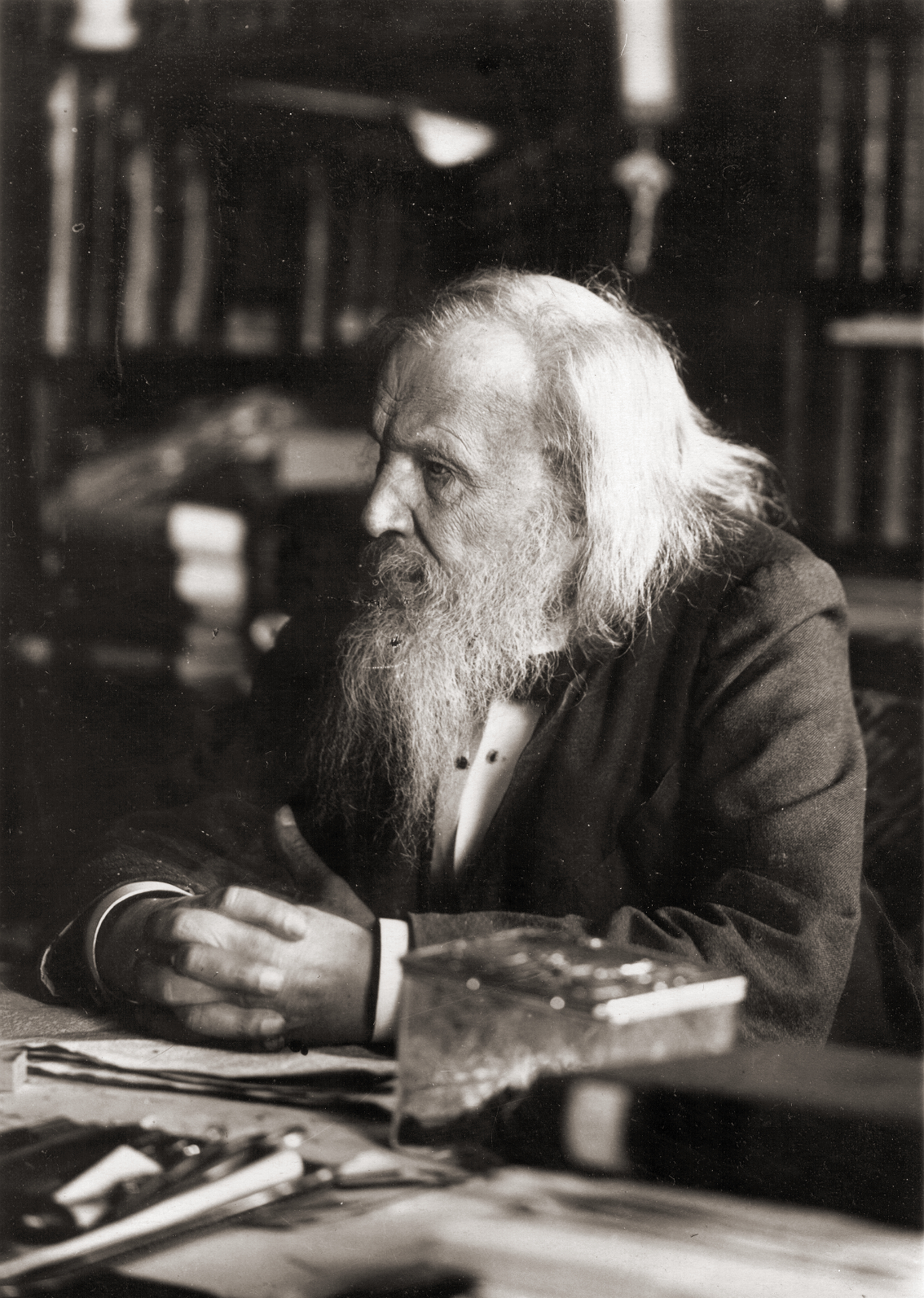
Dmitrij Ivanovič Mendělejev (1834-1907), objevitel periodického zákona a periodické tabulky prvků.
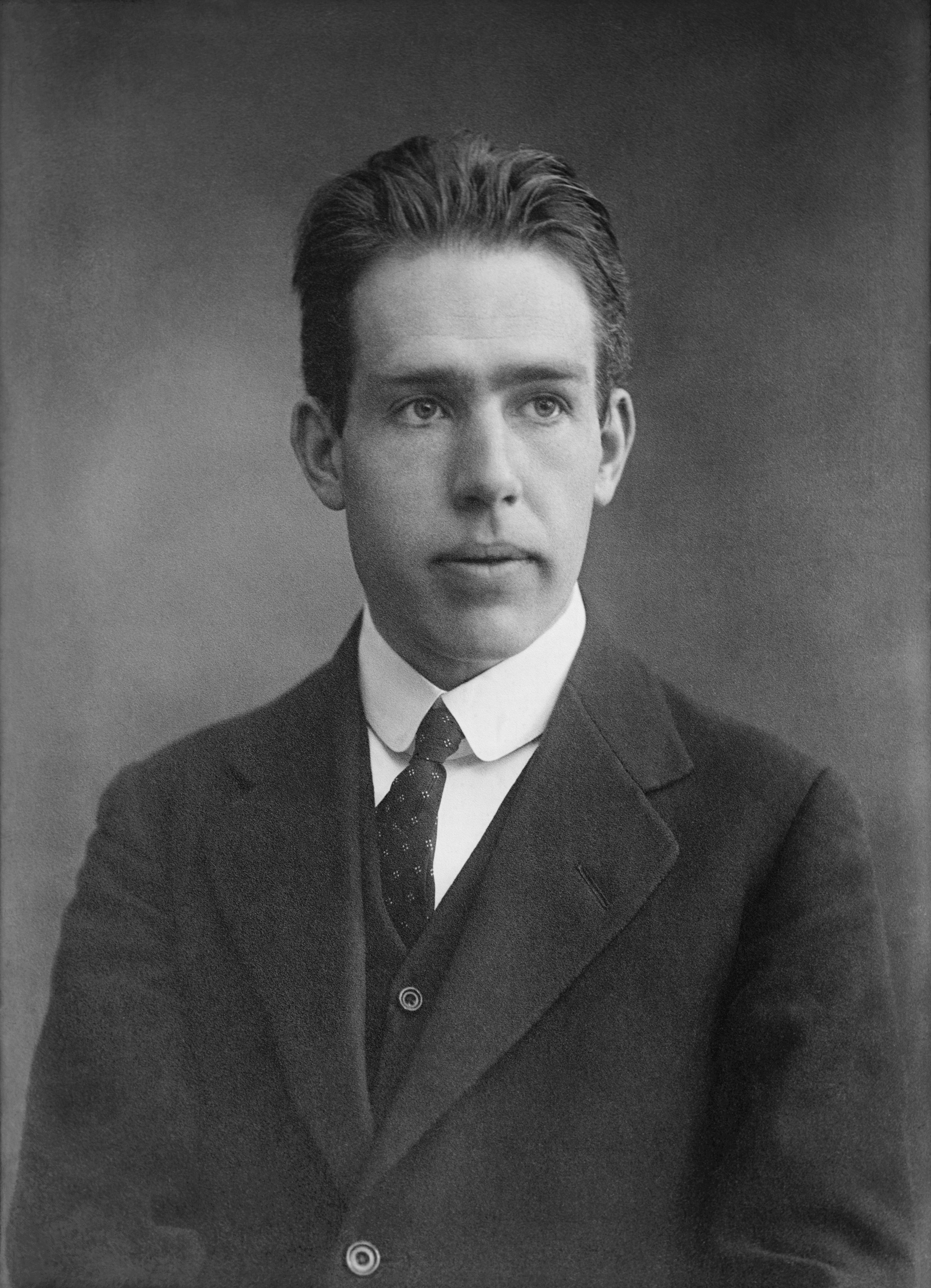
Niels Henrik David Bohr (1885 - 1962), zkoumal strukturu atomů a jejich záření. Vytvořil Bohrův model atomu a získal Nobelovu cenu za fyziku v roce 1922.
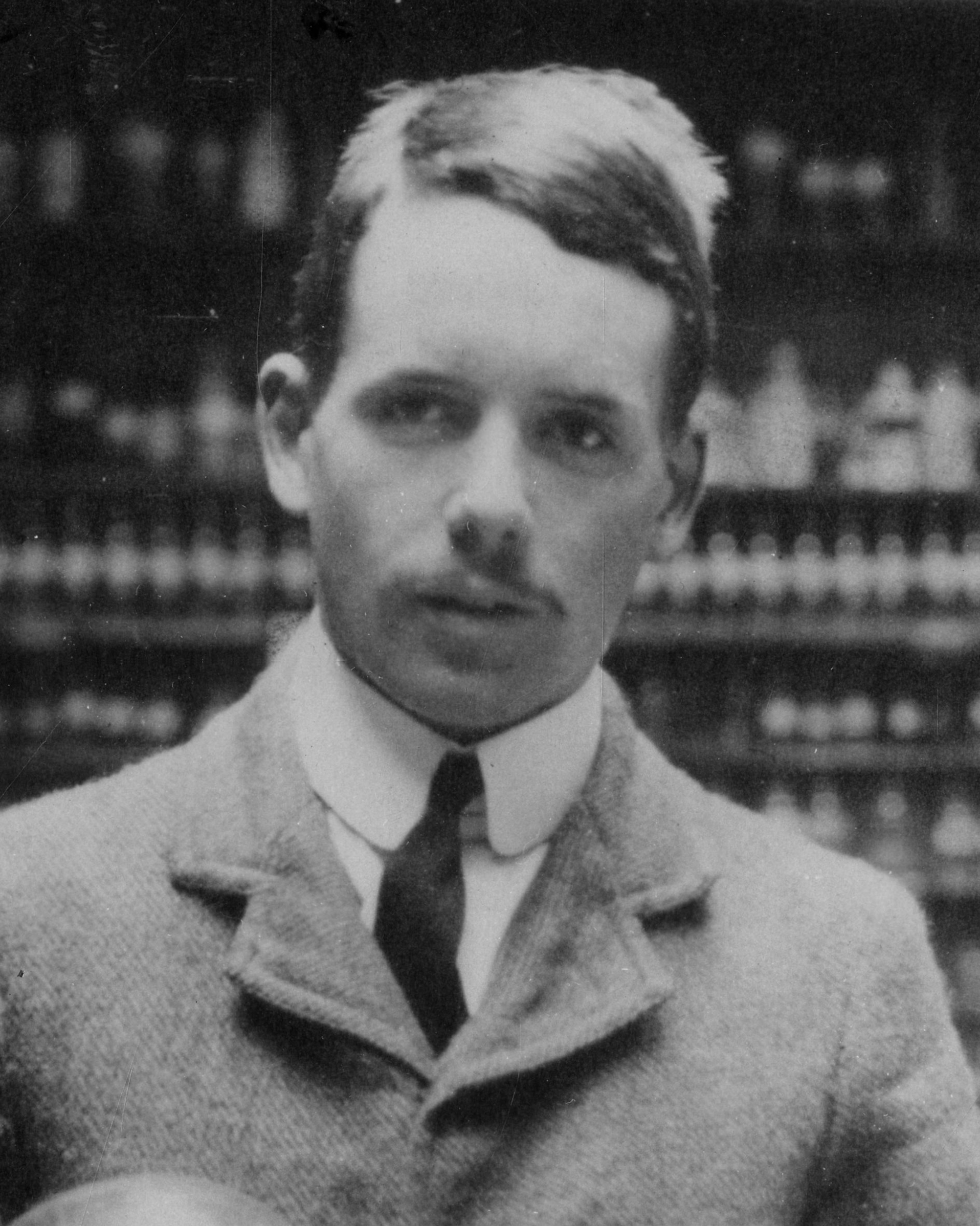
Henry Gwyn Jeffreys Moseley (1887 - 1915), objevitel vztahu mezi rentgenovými spektry a protonovými čísly prvků (Moseleyův zákon).